# Melinodes
Melinodes là một chi bướm đêm thuộc họ Geometridae.